# Сергієнко Оксана Миколаївна
Окса́на Микола́ївна Сергіє́нко (14 травня 1988, Харків, Україна) — українська поетеса, прозаїк, публіцист. Автор ґотичних та філософських поезій, дитячих казок та пісенної поезії.

## Життєпис
Народилася 14 травня 1988 року в Харкові в сім'ї Ірини та Миколи Сергієнків. Дитячі роки пройшли в Харкові.
Закінчивши в 2005 році з відзнакою загальноосвітню школу, вступила до Харківського національного економічного університету імені Семена Кузнеця на фінансовий факультет, який успішно закінчила у 2010 році.
У шкільні роки почала писати перші твори, багато з яких були відзначені на дитячих та юнацьких фестивалях і конкурсах.
Працює у науково-технічній бібліотеці Харківського національного економічного університету імені Семена Кузнеця.

## Відзнаки та нагороди
- Стипендіатка «МБФ Смолоскип» 2006, 2007 років.
- Лауреат Міжнародної україно-німецької літературної премії імені Олеся Гончара 2007 року у номінації «Журналістика» за цикл публіцистики «Повертаючись у травень».

## Інтерв'ю, ток-шоу
- Пряма мова 24.02.12 Оксана Сергієнко — YouTube
- Оксана Сергієнко aka Infernal Flower інтерв'ю «Влада народу» [Архівовано 28 березня 2016 у Wayback Machine.]
- Оксана Сергієнко: «Якщо брати сакральні символи і подавати їх правильно, то цей дуже потужний заряд зможе вибухнути пробудженням і самоусвідомленням молоді» [Архівовано 4 березня 2016 у Wayback Machine.]
- Культ особистості — Оксана Сергієнко [Архівовано 5 березня 2016 у Wayback Machine.]
- Оксана Сергієнко у прямому ефірі [Архівовано 5 березня 2016 у Wayback Machine.]